# Agalliana truncata
Agalliana truncata är en insektsart som beskrevs av Schmoeller och Keti Maria Rocha Zanol 2003. Agalliana truncata ingår i släktet Agalliana och familjen dvärgstritar. Inga underarter finns listade i Catalogue of Life.